# Михаил Засулич
Михаил Иванович Засулич е руски офицер, генерал от пехотата. Участник в Руско-турската война (1877-1878).

## Биография
Михаил Засулич е роден на 24 декември 1843 г. в семейството на потомствен дворянин. Ориентира се към военното поприще. Завършва Александровския сирашки корпус и Константиновското военно училище (1863). Действителна военна служба започва с производство в офицерско звание поручик с назначение в Староингерманландския резервен пехотен полк. Служи в лейбгвардейския Гренадирски полк (1864).
Участва в Руско-турската война (1877-1878). Проявява се с лейбгвардейския Гренадирски полк в битката при Горни Дъбник и е награден със златно оръжие „За храброст“ (1877). Бие се храбро при зимното преминаване на Стара планина през Златишкия проход и освобождението на Пловдив. Награден е със златно оръжие „За храброст“, орден „Свети Георги“ IV ст., орден „Света Ана“ III ст. и орден „Свети Станислав“ II ст. (1877-1878). Повишен е във военно звание полковник (1878).
След войната е командир на 101-ви Пермски пехотен полк (1887). Повишен е във военно звание генерал-майор с назначение за командир на 1-ва бригада от 9-а пехотна дивизия от 1894 г. Командир на 1-ва бригада от 2-ра Гренадирска дивизия, комендант на Осовецката крепост (1899). Командир на 6-а пехотна дивизия с повишение във военно звание генерал-лейтенант от 1901 г.
Участва в Руско-японската война (1904-1905). Командир на 2-ри Сибирски корпус и началник на Източния отряд на Манджурската армия. Участва в битките при Тюренчен, Симучен, Ляоян, река Шаха и Мукден. Упрекван е за нерешителност и отстъпление при спазване на бойния ред в условията на неуспешна война.
Уволнява се от служба през 1906 г. с повишение във военно звание генерал от пехотата.